# William Burley Lockwood
William Burley Lockwood (* 13. April 1917; † 30. April 2012) war ein britischer Sprachwissenschaftler, der von 1968 bis zu seiner Emeritierung 1982 als Professor für germanische und indogermanische Philologie an der Universität Reading wirkte.

## Leben und Wirken
Lockwood studierte ab 1939 Germanistik an den Universitäten Manchester und Bristol. 1945 erhielt er eine Anstellung am German Department der Universität Durham, doch wenig später wechselte er an die Universität Birmingham, wo er mit einer Sammeldissertation zum Doctor of Letters (einem deutschen Dr. phil. entsprechend) promoviert wurde. 1961 wurde er auf den Lehrstuhl für Vergleichende Philologie an der Humboldt-Universität zu Berlin berufen, doch kehrte er 1965 nach Großbritannien zurück. 1966 erhielt er eine Dozentenstelle an der Universität Reading, die zwei Jahre später in einen Lehrstuhl umgewandelt wurde.
Lockwoods philologische Interessen waren sehr breit gefächert: Sie galten den germanischen Sprachen, ganz besonders dem Färöischen, sowie dem Keltischen, dem Griechischen und dem Slawischen. Zu seinem Spezialgebiet zählten überdies die Vogelnamen.

## Publikationen (Monographien in Auswahl)
- The Faroese Bird Names (1961)
- An Informal History of the German Language (1965, 2. Auflage 1976)
- Historical German Syntax (1968)
- Indo-European Philology: Historical and Comparative (1969, deutsch unter dem Titel Indogermanische Sprachwissenschaft: eine historisch-vergleichende Untersuchung 1982)
- A Panorama of Indo-European Languages (1972, deutsch unter dem Titel Überblick über die indogermanischen Sprachen 1979)
- Languages of the British Isles Past and Present (1975)
- An Introduction to Modern Faroese (1977, 4. Auflage 2002)
- The Oxford Dictionary of British Bird Names (1984, 2. Auflage 1993)
- German Today: The Advanced Learner’s Guide (1987)
- Lehrbuch der modernen jiddischen Sprache (1995)
- An Informal Introduction to English Etymology (1995)